# Nathan Jawai
Nathan Jawai (Sydney, Australija, 10. listopada 1986.) australski je profesionalni košarkaš. Igra na poziciji krilnog centra, a može igrati i centra. Trenutačno je član NBA momčadi Minnesota Timberwolvesa. Izabran je u 2. krugu (41. ukupno) NBA drafta 2008. od strane Indiana Pacersa. 

## NBA karijera
Izabran je kao 41. ukupno NBA drafta 2008. od strane Indiana Pacersa. Ubrzo je mijenjan u Toronto Raptorse zajedno s Jermaineom O'Nealom u zamjenu za T. J. Forda, Rašu Nesterovića, Macea Bastona i 17. izbor NBA drafta 2008. 11. srpnja 2008. Jawai je potpisao dvogodišnji ugovor te je i službeno postao član Toronto Raptorsa. 21. siječnja 2009. Jawai je ostvario debi u NBA ligi protiv Detroit Pistonsa, a 9. srpnja 2009. mijenjan je u Dallas Maverickse kao dio jedne velike zamjene. 20. listopada 2009. Jawai je mijenjan u Minnesota Timberwolvese u zamjenu za novac i izbor drugog kruga NBA drafta 2012. godine.

## NBA statistika

### Regularni dio
| Godina    | Klub    | Odig. uta. | Uta. poč. | Min. | 2P%  | 3P%  | Sl. bac.% | Skok. | Asist. | Ukr. lop. | Blok. | Poena |
| --------- | ------- | ---------- | --------- | ---- | ---- | ---- | --------- | ----- | ------ | --------- | ----- | ----- |
| 2008./09. | Toronto | 6          | 0         | 3.2  | .250 | .000 | .000      | .3    | .0     | .0        | .0    | .3    |
| Ukupno    |         | 6          | 0         | 3.2  | .250 | .000 | .000      | .3    | .0     | .0        | .0    | .3    |

## Vanjske poveznice
- Profil na NBA.com